# Barra Grande (Avaré)
Barra Grande é um bairro rural (área urbana isolada) do município brasileiro de Avaré, no interior do estado de São Paulo.

## História

### Origem
Surgido ao redor de fazendas cafeeiras, o bairro Barra Grande nasceu por volta de 1870 com a fundação da primeira comunidade protestante da região de Avaré.
O bairro se desenvolveu a partir da inauguração da estação ferroviária Barra Grande pela Estrada de Ferro Sorocabana em 01/11/1896, em terras de José Marcolino Nogueira.

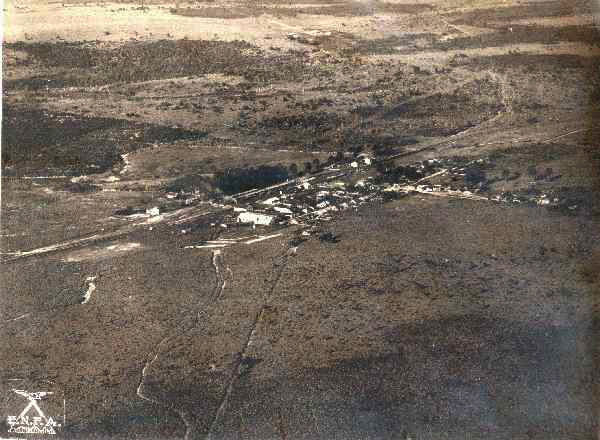
Vista aérea (1940).

Nos anos 2000, a menos de um quilômetro da estação, na entrada do bairro, construiu-se o presídio de Avaré.

### Formação administrativa
- Decreto nº 38.286 de 06/04/1961 - Dispõe sôbre a criação da 2.ª subdelegacia de polícia do distrito e município de Avaré, com sede da localidade conhecida por Barra Grande[4].

## Geografia

### Demografia

#### População urbana
| Crescimento população urbana | Crescimento população urbana | Crescimento população urbana | Crescimento população urbana |
| Censo                        | Pop.                         |                              | %±                           |
| ---------------------------- | ---------------------------- | ---------------------------- | ---------------------------- |
| 1980                         | 274                          |                              | —                            |
| 1991                         | 196                          |                              | −28,5%                       |
| 2000                         | 211                          |                              | 7,7%                         |
| 2010                         | 239                          |                              | 13,3%                        |
| Fonte: IBGE e Fundação SEADE |                              |                              |                              |

Até o Censo 2010 (IBGE) Barra Grande era classificado pelo IBGE como área urbana isolada do distrito sede.

### Rodovias
O principal acesso ao bairro é a Rodovia Salim Antônio Curiati (SP-245).

### Ferrovias
Pátio Barra Grande (ZBJ) da Linha Tronco (Estrada de Ferro Sorocabana), sendo a ferrovia operada atualmente pela Rumo Malha Sul.

## Serviços públicos

### Educação
- EMEB "Moacyr Parise Correia"

### Saneamento
O serviço de abastecimento de água é feito pela Companhia de Saneamento Básico do Estado de São Paulo (SABESP).

### Energia
A responsável pelo abastecimento de energia elétrica é a CPFL Santa Cruz, distribuidora do grupo CPFL Energia.

## Religião
O Cristianismo se faz presente no bairro da seguinte forma:

### Igreja Católica
- A igreja faz parte da Arquidiocese de Botucatu[13].

### Igrejas Evangélicas
- Congregação Cristã no Brasil[14].